# Quicena
Quicena település Spanyolországban, Huesca tartományban. Quicena Loporzano, Tierz és Huesca községekkel határos. Lakosainak száma 346 fő (2024).

## Népesség
A település népessége az utóbbi években az alábbiak szerint változott:
| Lakosok száma | 148  | 207  | 304  | 305  | 291  | 300  | 283  | 280  | 295  | 346  |
|               | 2001 | 2004 | 2007 | 2009 | 2012 | 2014 | 2017 | 2019 | 2022 | 2024 |